# Arenillas de Riopisuerga
Arenillas de Riopisuerga település Spanyolországban, Burgos tartományban. Arenillas de Riopisuerga Castrojeriz, Castrillo Mota de Judíos, Itero del Castillo, Palacios de Riopisuerga, Melgar de Fernamental és Padilla de Abajo községekkel határos. Lakosainak száma 166 fő (2024).

## Népesség
A település lakosságának változását az alábbi diagram mutatja:
| Lakosok száma | 233  | 221  | 202  | 186  | 188  | 179  | 184  | 180  | 176  | 166  |
|               | 2001 | 2004 | 2006 | 2009 | 2011 | 2014 | 2016 | 2019 | 2021 | 2024 |